# Чемпионат мира по стрельбе из лука 1958
Чемпионат мира по стрельбе из лука 1958 — 19-й чемпионат мира по стрельбе из лука. Соревнование было проведено в Брюсселе (Бельгия) в июле 1958 года и было организовано Всемирной федерацией стрельбы из лука (FITA).

## Призёры

### Классический лук
| Дисциплина                     | Золото           | Серебро          | Бронза         |
| Мужчины. Индивидуальный турнир | Стиг Тиселл      | Олави Каллионпаа | Рой Мэтьюз     |
| Женщины. Индивидуальный турнир | Сигрид Йоханссон | Энн Корби        | Кэрол Мейнхарт |
| Мужчины. Командный турнир      | Финляндия        | Швеция           | США            |
| Женщины. Командный турнир      | США              | Чехословакия     | ЮАР            |

## Медальный зачёт
| Место | Страна         | Золото | Серебро | Бронза | Всего |
| ----- | -------------- | ------ | ------- | ------ | ----- |
| 1     | Швеция         | 2      | 1       | -      | 3     |
| 2     | США            | 1      | 1       | 2      | 4     |
| 3     | Финляндия      | 1      | 1       | -      | 2     |
| 4     | Чехословакия   | -      | 1       | -      | 1     |
| 5     | Великобритания | -      | -       | 1      | 1     |
| 5     | ЮАР            | -      | -       | 1      | 1     |